# Mastino

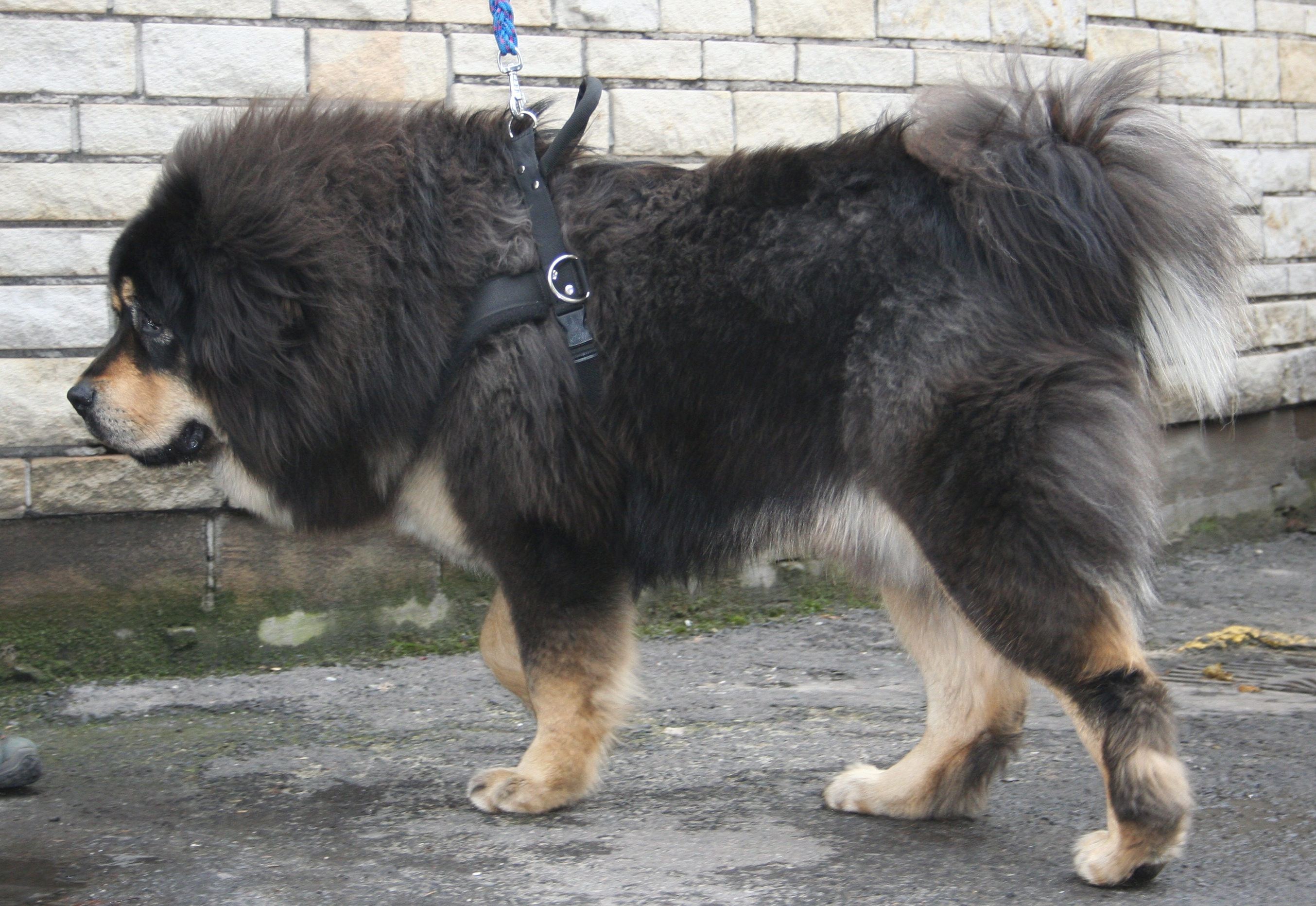
Esemplare di mastino tibetano.

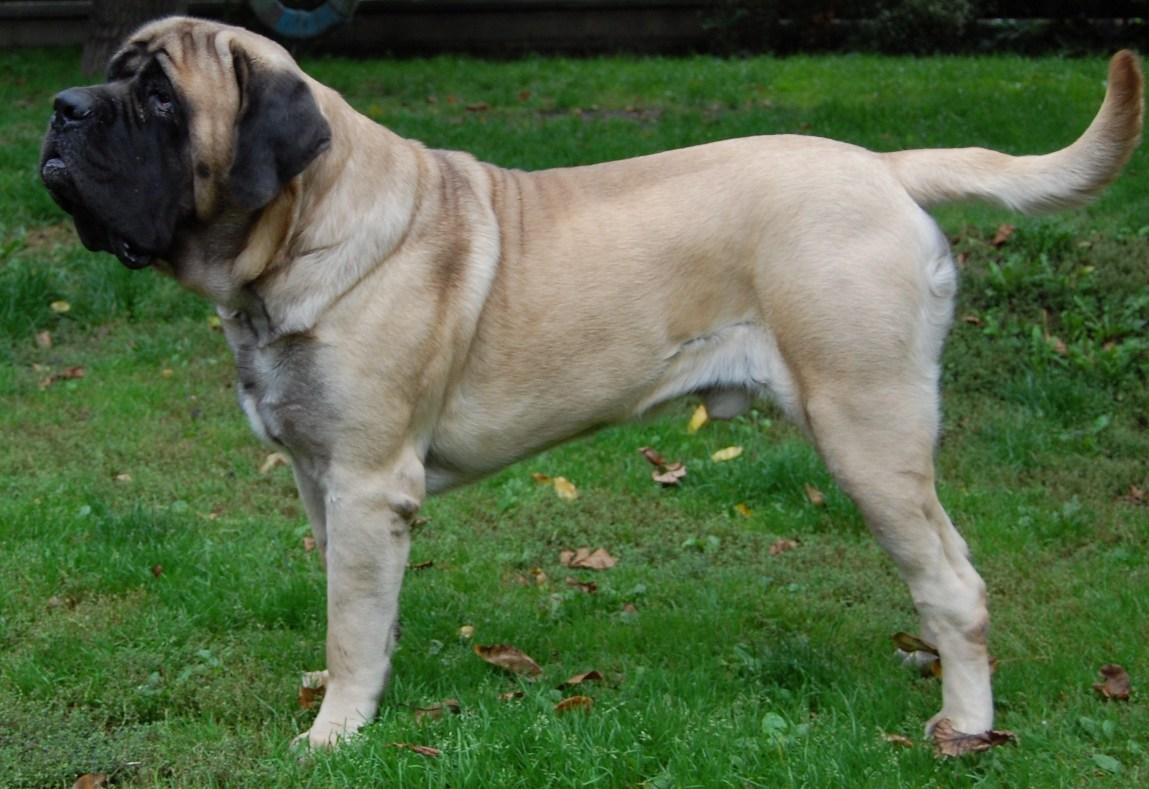
Esemplare di mastino inglese.

Esemplare di mastino napoletano.

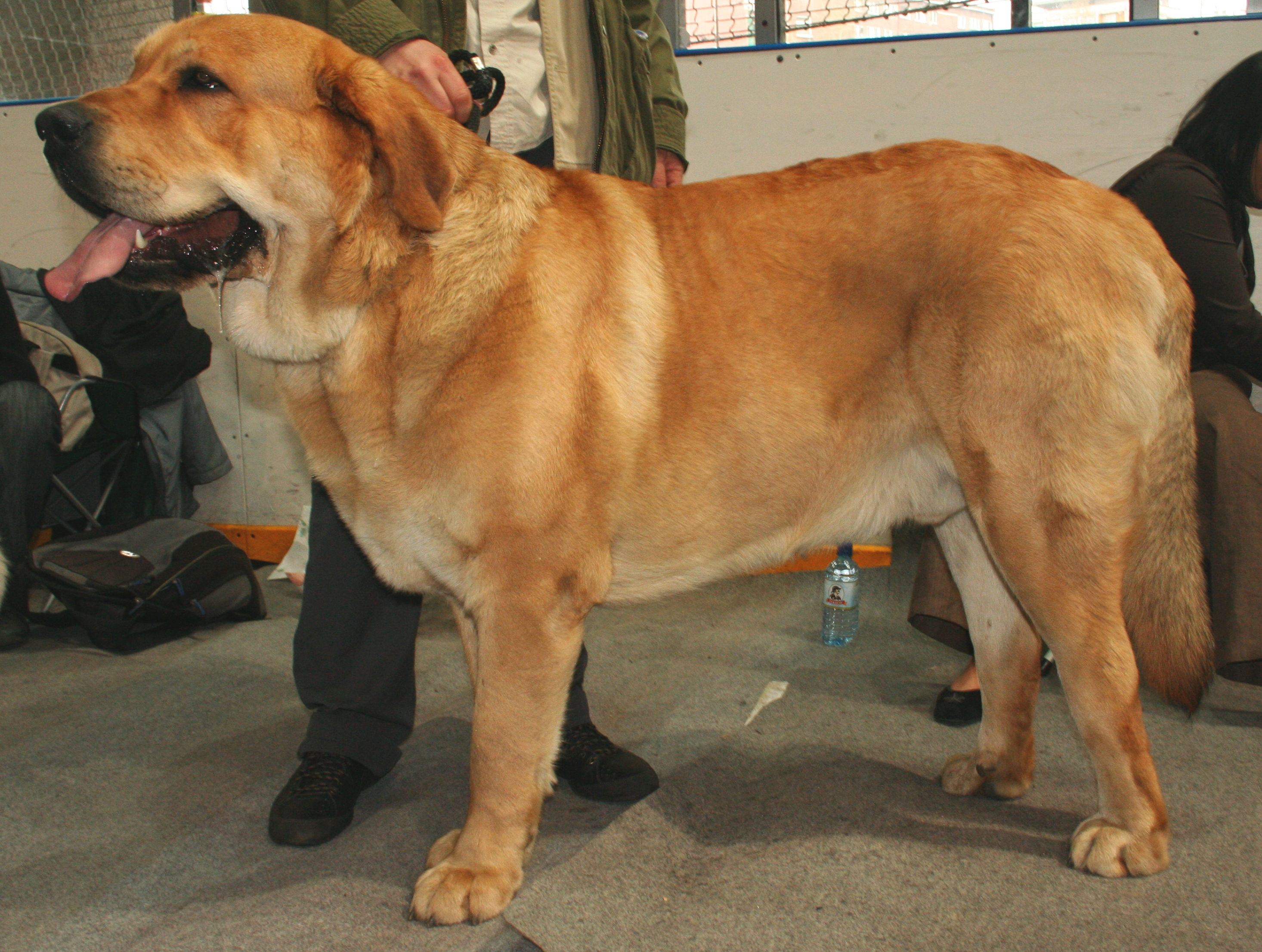
Esemplare di mastino spagnolo.

Il termine mastino viene usato per designare alcune razze canine della famiglia dei Molossoidi caratterizzate da fisico robusto e massiccio, utilizzate sia per la guardia della proprietà sia per la difesa personale del padrone, di origine molto antica.

Da un punto di vista sistematico, "mastino" non indica oggi una sotto-sezione dei Molossoidi, essendo i mastini più o meno equamente distribuiti tra la sotto-sezione "dogue" e la sotto-sezione "cani da montagna". La nomenclatura è piuttosto da intendersi quale sinonimo per "cane molosso di grossa taglia". Nei tempi passati, in italiano come in altre lingue (es. in inglese, Mastiff), "mastino" era propriamente inteso quale razza a sé originatasi dai molossi antichi.
Le principali razze di mastino sono:
- il mastino tibetano, forma archetipica della razza molossoide, disceso direttamente dalla prima forma molossoide; tipo "cani da montagna";
- il mastino napoletano, razza discesa direttamente dal molosso d'Epiro, cane da difesa/guerra del Mediterraneo "antico"; tipo "dogue";
- il mastino inglese (lingua inglese mastiff), selezionato in Gran Bretagna nel corso del Medioevo; vero e proprio "peso massimo" del mondo canino[2]; tipo "dogue";
- il mastino spagnolo; tipo "cani da montagna".

## Etimologia
Nella lingua italiana, la parola "mastino" compare nei testi di alcuni degli autori fondamentali per lo sviluppo della stessa: Dante Alighieri e Giovanni Boccaccio. Il termine era diffusissimo nel XIV secolo, tanto da essere utilizzato come soprannome per alcuni esponenti della famiglia Della Scala (v. Mastino I della Scala).

L'origine va rintracciata nel latino "canis mansuetinus", diminutivo di mansuetus ("mansueto"), a sottendere la natura ormai domata/addomesticata di un animale che per i suoi attributi fisici avrebbe poco o nulla di dissimile dalla fiera.
In italiano, "mastino" ha oggi anche il significato di "persona aggressiva, tenace e accanita".